# Modrzejów (Ignacówka)
Modrzejów – osada wsi Ignacówka w Polsce położona w województwie świętokrzyskim, w powiecie jędrzejowskim, w gminie Jędrzejów.
W latach 1975–1998 osada należała administracyjnie do województwa kieleckiego.